# Кичуга (приток Верхней Ёрги)
Кичуга — река в России, протекает по Великоустюгскому району Вологодской области. Устье реки находится в 45 км по левому берегу реки Верхняя Ёрга. Длина реки составляет 14 км.
Исток реки расположен в болотах в 21 км к северо-западу от посёлка Лодейка (центра Нижнеерогодского сельского поселения) и в 45 км к северо-западу от Великого Устюга. Кичуга течёт по ненаселённому лесу на юго-запад, перед устьем разворачивается на северо-запад. Населённых пунктов по берегам нет, крупнейший приток — Мочерза (левый).

## Данные водного реестра
По данным государственного водного реестра России относится к Двинско-Печорскому бассейновому округу, водохозяйственный участок реки — Северная Двина от начала реки до впадения реки Вычегда, без рек Юг и Сухона (от истока до Кубенского гидроузла), речной подбассейн реки — Сухона. Речной бассейн реки — Северная Двина.
Код объекта в государственном водном реестре — 03020100312103000009739.